# Мао (Чад)
Мао — місто в Чаді, столиця регіону Канем і департаменту Канем, який в нього входить. Населення міста — 13,3 тис. осіб (1993), більшість сповідує іслам, однак, у місті є протестантська і католицька церкви. Місто Мао в рейтингу найбільших міст Чаду займає 16-те місце.
Недалеко від міста розташований невеликий аеропорт.

## Географія
Місто знаходиться на північний схід від озера Чад, на кордоні Сахелю і Сахари, приблизно за 250 км на північ від Нджамени. Рослинність в районі міста рідкісна, Мао відчуває нестачу у воді.

### Клімат
Місто знаходиться у зоні, котра характеризується кліматом тропічних пустель. Найтепліший місяць — травень із середньою температурою 32.8 °C (91 °F). Найхолодніший місяць — січень, із середньою температурою 21.7 °С (71 °F).
| Клімат Мао              | Клімат Мао | Клімат Мао | Клімат Мао | Клімат Мао | Клімат Мао | Клімат Мао | Клімат Мао | Клімат Мао | Клімат Мао | Клімат Мао | Клімат Мао | Клімат Мао | Клімат Мао |
| Показник                | Січ.       | Лют.       | Бер.       | Квіт.      | Трав.      | Черв.      | Лип.       | Серп.      | Вер.       | Жовт.      | Лист.      | Груд.      | Рік        |
| Середня температура, °C | 22         | 24         | 29         | 32         | 33         | 32         | 29         | 28         | 29         | 30         | 27         | 23         | 28         |
| Норма опадів, мм        | 0          | 0          | 0          | 0          | 9          | 18         | 87         | 144        | 38         | 5          | 0          | 0          | 301        |
| ----------------------- | ---------- | ---------- | ---------- | ---------- | ---------- | ---------- | ---------- | ---------- | ---------- | ---------- | ---------- | ---------- | ---------- |
| Джерело: Weatherbase    |            |            |            |            |            |            |            |            |            |            |            |            |            |

## Історія
18 липня 2010 року султан адміністративного регіону Канем, Аліфа Алі Зезетті, помер в лікарні в Нджамені у віці 83 років, від ускладнень серцевого нападу. Він був 39-м правителем династії Канем,, який правив починаючи з 1947 року. Його було поховано в Мао.
Його попередник, Султан Зезерті, помер 26 вересня 1947 року (правив з 1925). Під час виборів перемогу отримав його син.
У жовтні 2013 року на головному ринку Мао виник бунт, спрямований проти адміністрації діяча Ідріса Дебі після вбивства цивільної людини одним з близьких офіцерів Ідріса.
30 вересня 2015 року, близько восьмої години вечора, на головному ринку Мао спалахнула пожежа. Причину не було виявлено, також не було сповіщень про загиблих під час пожежі.
12 травня 2016 року в 5-ій годині ранку на головному ринку Мао вибухла пожежа, другий раз за нецілі два роки. Пожежа розповсюдилась з поблизького складу палива. Не було повідомлено про людські жертви.

## Економіка
У середу, яку також називають «Великим Днем Торгівлі» жителі продають свіжі продукти, такі як цибуля, часник, фініки, морква, помідори, огірки, а іноді й баклажани, які були введені в 2009 році Продовольчою та сільськогосподарською організацією ООН. Крім цього, місцеві продають також фрукти: банани, а іноді манго, папаю і гуаву. В Мао можна побачити два типи пшона: біле та червоне.

## Демографія
| Рік  | Населення |
| ---- | --------- |
| 1993 | 13,277    |
| 2003 | 17,000    |
| 2008 | 19,004    |